# داران (جلفا)
داران یکی از روستاهای استان آذربایجان شرقی است که در دهستان داران بخش مرکزی شهرستان جلفا واقع شده‌است.فاصله این روستا تا بخش مرکزی شهرستان جلفا ۳۲ کیلومتر می‌باشد.این روستا ۸۵۰ نفر جمعیت دارد.ب

## موقعیت
این روستا از شمال به رود ارس و روستاهای افشار، مرازاد، منجن‌آباد و از سمت جنوب به اویندین، یکانات هلق، و از شرق به روستاهای الوان، کوه کمر، و از سوی غرب به دهستان ارسی در روستاهای‌ارسی، نوشیروان و قشلاق محدود می‌گردد.

## امکانات
این روستا از سال ۱۳۵۸ دارای برق شده است و روستایی کوه پایه ای می باشد  ، تنها کوه این روستا کوه  کیامکی و مکانهای دیدنی آن در حال حاضر داران توت ،دیبی، اولار  و کیامکی  است.